# Gelbkappenweber
Der Gelbkappenweber (Ploceus dorsomaculatus, Syn.: Symplectes dorsomaculatus) zählt innerhalb der Familie der Webervögel (Ploceidae) zur Gattung der Ammerweber (Ploceus).
Der lateinische Artzusatz kommt von lateinisch dorsum ‚Rücken‘ und lateinisch maculatus ‚gefleckt‘.
Der Vogel kommt in Gabun, Kamerun, in der Demokratischen Republik Kongo, der Republik Kongo und in der Zentralafrikanischen Republik vor.
Das Verbreitungsgebiet umfasst immergrüne Waldgebiete.

## Merkmale
Dieser Webervogel ist 14 cm groß. Das Verbreitungsgebiet überlappt sich teilweise mit dem des Braunkappenwebers (Ploceus insignis) und des Preusswebers (Ploceus preussi), die Art unterscheidet sich jedoch durch einen schwarzen Bürzel und nur wenig Gelb auf dem schwarzen Rücken. Das Männchen hat Goldgelb von der Stirn bis zum Nacken, Zügel, Wangen, Ohrdecken und Kinn sind schwarz. Das Weibchen hat einen schwarzen Kopf mit Ausnahme des gelben Scheitels und Kinnes. Jungvögel sind auf der Unterseite olivgrün mit braunem Schnabel und schwärzlicher brauner Oberseite.
Die Art ist monotypisch.

## Stimme
Zu den Lautäußerungen liegen keine Informationen vor.

## Lebensweise
Die Nahrung besteht hauptsächlich aus Insekten, die zwischen den Blättern der Bäume gesucht werden, aber nicht entlang der Äste wie nuthatch-weaver, sondern bevorzugt in den Wipfeln.
Gejagt wird in kleinen Gemeinschaften, auch zusammen mit anderen Arten.
Die Brutzeit liegt wohl zwischen Juni und August. Die Art gilt als monogam und brütet nicht in Kolonien. Das Nest wird sehr hoch oben an einen Ast gehängt.

## Gefährdungssituation
Der Bestand gilt als nicht gefährdet (Least Concern).